# Frontera entre l'Índia i Tailàndia
La frontera entre l'Índia i Tailàndia és totalment marítima i es troba al Mar d'Andaman a l'oceà Índic. Es troba al voltant de les Illes Andaman i Nicobar
Després d'haver estat definida per tractat el juny de 1978 el trifini amb Indonèsia al punt 7° 47′ .00″ N, 95° 31′ 48″ E / 7.7833333°N,95.53000°E, es va formalitzar un tractat bipartit amb un segment de demarcació en 7 punts:
- Punt 1 07° 48' 00" N., 95° 32' 48" E. (trifini amb Indonèsia)
- Punt 2 07° 57' 30" N., 95° 41' 48" E.
- Punt 3 08° 09' 54" N., 95° 39' 16" E.
- Punt 4 08° 13' 47" N., 95° 39' 11" E.
- Punt 5 08° 45' 11" N., 95° 37' 42" E.
- Punt 6 08° 48' 04" N., 95° 37' 40" E.
- Punt 7 09° 17' 18" N., 95° 36' 31" E.

El punt 7 no constitueix pas el trifini amb Myanmar. La definició de la frontera entre l'Índia i Myanmar defineix un punt més al nord a les coordenades 7° 47′ .00″ N, 95° 31′ 48″ E / 7.7833333°N,95.53000°E